# Карлскуга
Карлскуга (швед. Karlskoga) — город в Швеции в лене Эребру, административный центр Карлскугской коммуны. Поселение названо в честь Карла IX, а skoga означает «лес».
Население — 34 615 человек.
Расположен на северном берегу озера Мёккельн. Является промышленным центром.

## История
Первоначально поселение называлось Möckelns bodar (на старошведском Myklesboda). Оно состояло из нескольких хижин рыбаков. Герцог Карл Сёдерманландский посетил это место в конце XVI века, в связи с чем появилось нынешнее название.
В 1586 году был учреждён церковый приход Карлсуга, а вскоре была построена и деревянная церковь.
Благодаря речной системе и богатым запасам леса в XVII веке в Карлскуге получила развитие металлургия. Так, XVII веке были построены 14 малых железоделательных мастерских и 8 кузнечных молотов, приводимых в действие водяными колёсами. Большая часть из них существовала к 1860-м гг., но крупнейшим железоделательным предприятием стала располагавшаяся неподалёку Буфорская (или Бофорская) мануфактура. В 1871 году на Бофорс произвели 6 124 тонны железа, больше, чем на любом другом предприятии в Швеции.
Город вырос вокруг двух центров — деревни Карлскуга и Буфорской мануфактуры. В 1882 году приход Карлскуга насчитывал 11 184 жителя. В 1885 году деревня получила городской устав, а в 1940 и статус города.

## Города-побратимы
Карлскуга имеет отношения со следующими городами-побратимами:
- Ивангород, Россия (до 2022)[4]
- Нарва, Эстония
- Олайне, Латвия
- Ольборг, Дания
- Рийхимяки, Финляндия
- Сан-Ремо, Италия
- Уитон, США
- Фредрикстад, Норвегия
- Хусавик, Исландия

## Известные уроженцы
- Форсберг, Моника (род. 1950) — шведская поп-певица, поэт-песенник, актриса.